# Claas Challenger
Les Claas Challenger sont une gamme de tracteurs agricoles à chenilles en caoutchouc produits par l'Américain Caterpillar mais commercialisés en Europe sous le nom et aux couleurs de Claas.
Ces tracteurs Caterpillar, pionnier dans le domaine de chenille en caoutchouc, n'arrivent pas à convaincre les agriculteurs européens et il s'en vend peu, d'autant que leur prix est élevé. Leur commercialisation, débutée en 1997, s'arrête en 2001.

## Historique
Au milieu des années 1990 la firme allemande Claas, qui ne fabrique alors pas de tracteurs, cherche à prendre pied sur ce marché. Elle dispose par contre d'une grande notoriété pour ses moissonneuses-batteuses. Elle noue donc un accord avec Caterpillar : l'entreprise américaine commercialise aux États-Unis les moissonneuses batteuses Class de la gamme Lexion aux couleurs et sous le nom de CAT (Caterpillar), alors que Claas commercialise en Europe les tracteurs à chenilles caoutchouc de la gamme Challenger aux couleurs et sous le nom de Claas.
Cet accord, qui est effectif de 1997 à 2001, n'est cependant qu'un demi-succès commercial pour Claas car les tracteurs Challenger sont très chers et les agriculteurs doutent de la tenue dans le temps des chenilles en caoutchouc.

## Caractéristiques

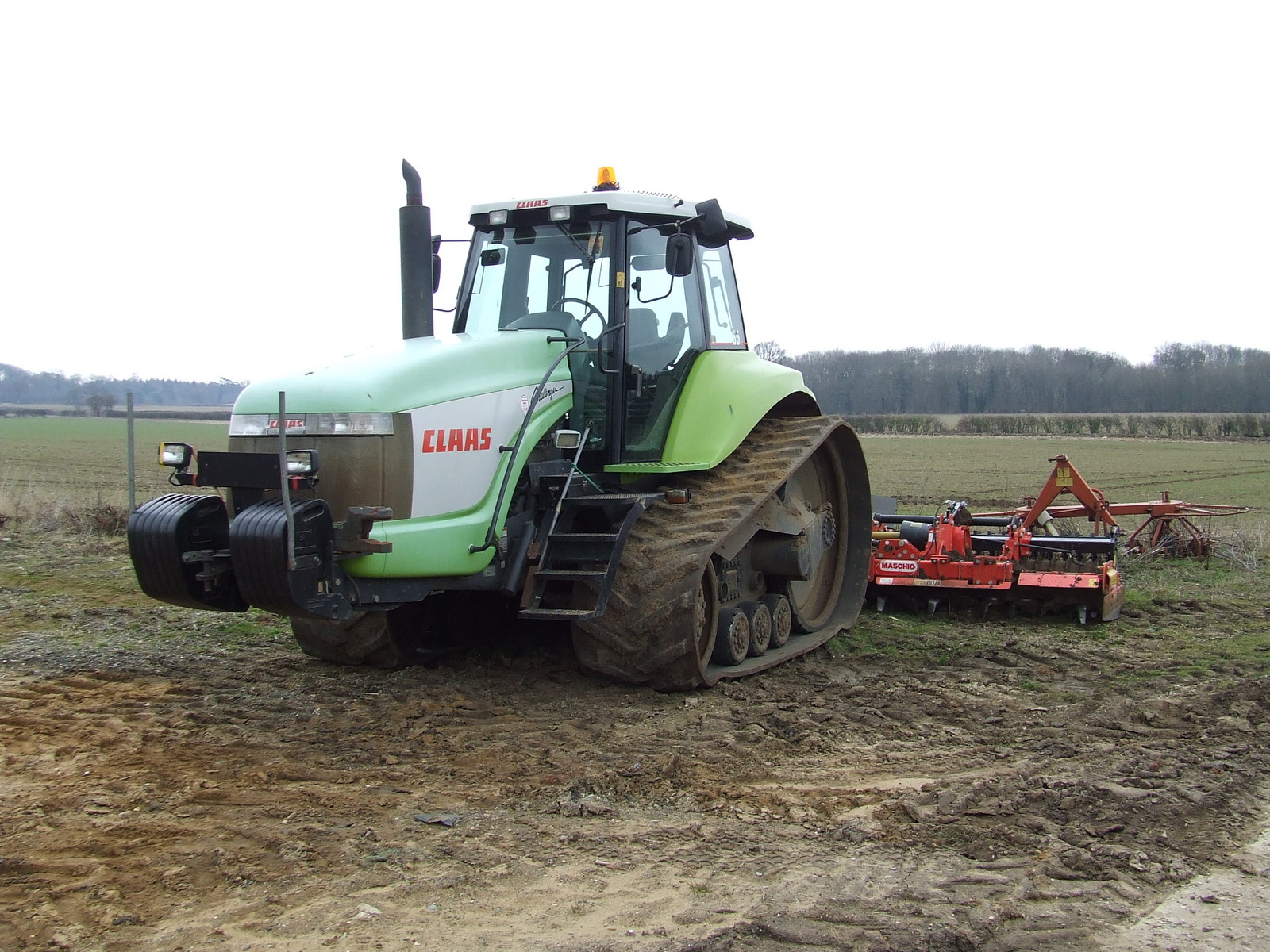
Claas Challenger 55.

Les modèles 35, 45 et 55 de la gamme Claas Challenger sont rigoureusement identiques, exception faite de la puissance ainsi que du moteur pour le 55. Les 35 et 45 possèdent un moteur Diesel Caterpillar d'une cylindrée de 6 600 cm3 alors que le moteur du 55, du même fabricant, possède une cylindrée plus généreuse de 7 200 cm3. Dans les trois cas, le moteur possède un turbocompresseur et un intercooler. Les puissances maximales de ces moteurs à six cylindres en ligne s'établissent à 212 ch DIN pour le 35, 242 ch DIN pour le 45 et 272 ch DIN pour le 55 à 2 100 tr/min. Ces moteurs s'avèrent très performants, endurants et fiables.
Les trois modèles disposent d'une boîte de vitesses à seize rapports avant et neuf rapports arrière, autorisant une vitesse maximale de 32 km/h. Ils possèdent le même système breveté de direction qui évite d'interrompre l'effort de traction de la chenille intérieure freinée dans un virage.
Le relevage arrière permet de soulever un outil pesant 9 090 kg et une prise de force tournant à 1 000 tr/min est montée de série.
La cabine de conduite est spacieuse, confortable, ergonomique et l'absence de roues avant améliore la visibilité.

## Pour en savoir plus